# Hipopnea
En medicina, la hipopnea és una disminució del flux aeri de magnitud superior al 50% del flux basal, mantinguda durant més de 10 segons, amb una reducció d'un 3–4% de la saturació d'oxigen en sang.